# James Dickson
James J. Dickson —también aparece como Jacobus— (Traquair, Escocia; 1738-Croydon, Inglaterra; 1822) fue un botánico, colector y micólogo escocés.

## Biografía
Hijo de un próspero horticulturista, Dickson hizo sus propios invernaderos en Perth, antes de mudarse a Londres para trabajar en empresas de jardinería en Kensington y en Hammersmith.
En 1772, abre su empresa de «plantas y semillas» en Covent Garden, y se vincula comercialmente con el horticulturista William Forsyth (1737-1804), quien le comienza a proveer de novedades especies.
Tuvo particularmente interesado en musgos y demás briófitas, realizando numerosas expediciones por Escocia, tanto como en Hébridas.
Fue amigo del botánico Joseph Banks (1743-1820), quien le da acceso a su biblioteca botánica, y le consigue trabajo en el jardín del Museo Británico. En 1786, fallece su primera esposa, volviéndose a casar con la hermana del explorador y colega Mungo Park (1771-1806). Dickson presenta a Park con Banks, quien va a esponsorear la expedición de Park al África Occidental en 1795.
En 1788 Dickson fue cofundador de la Sociedad linneana, y de la Real Sociedad de Horticultura en 1804.
Se retira a Croydon, donde fallececió en 1822.

## Honores
- El género de helechos arbóreos Dicksonia se nombra en su honor.

## Algunas publicaciones
- Tratado de cuatro vols. sobre criptógamas, Fasciculus Plantarum Cryptogamicarum Britanniae, 1785 a 1801, 400 especies, muchas absolutamente nuevas en Bretaña

- Fasciculus Plantarum Cryptogamicarum Britanniae. Lond. 1785, 1801, 4°

- A Collection of Dried Plants, named on the authority of the Linnaean Herbarium, and other original collections. Lond. 1787-1799, Klein-Folio

- Botanical Catalogue alphabetically arranged according to the Linnaean System. Lond. 1797, 8°

- Observations on Polyposium Oreopteris, accompanied with a Specimen from Scotland. Trans. Linn. Soc. i. 181. 1791

- An Account of some Plants newly discovered in Scotland. Ibid. ii. 286. 1794

- Observations on the Genus of Porella, and the Phascum Caulescens of Linnaeus. Ibid. 238. 1797

- On a variety of the Brassica Napus, or Rape, which has long been cultivated upon the continent. Trans. Hortic. Soc. i. 26. 1815

- Observations on, and an Account of the Tubers of the Lathyrus Tuberosus, with Instructions for the Cultivation of the Plant in a Garden. Ibid. ii. 359. 1817

- On the Cultivation of the Rampion. Ibid. iii. 19. 1818

- La abreviatura «Dicks.» se emplea para indicar a James Dickson como autoridad en la descripción y clasificación científica de los vegetales.[1]